# NGC 4752
NGC 4752 é uma galáxia espiral (S) localizada na direcção da constelação de Coma Berenices. Possui uma declinação de +13° 46' 57" e uma ascensão recta de 12 horas, 51 minutos e 29,1 segundos.
A galáxia NGC 4752 foi descoberta em 12 de Abril de 1784 por William Herschel.